# Uniwersytet WSB Merito Chorzów
Uniwersytet WSB Merito Chorzów (wcześniej Wyższa Szkoła Bankowa w Chorzowie) – filia Uniwersytetu WSB Merito w Poznaniu, jednej z placówek Uniwersytetów WSB Merito.
Uczelnia kształci na kierunkach inżynierskich, ekonomiczno-prawnych i społecznych. Realizuje studia pierwszego (licencjackie i inżynierskie), i drugiego stopnia (w tradycyjnej formule, w połączeniu ze studiami podyplomowymi, 100% online, trzysemestralne dla inżynierów) oraz studiach jednolitych magisterskich. Prowadzi studia podyplomowe z zakresu m.in. administracji i bezpieczeństwa, finansów i rachunkowości, HR, IT, marketingu i sprzedaży, nieruchomości, pedagogiki, psychologii i zarządzania oraz program Master of Business Administration z amerykańskim partnerem – Franklin University.
Uczelnia realizuje Program Partnerstwa Biznesowego, do którego przynależą czołowe przedsiębiorstwa w swoich branżach, m.in. firma IBM, Microsoft, ING Bank Śląski czy Grupa Żywiec. Firmy te opiniują również programy nauczania, aby były odpowiednio dopasowane do oczekiwań pracodawców.
Zajęcia w Chorzowie odbywają się w trzech budynkach:
1. Główna siedziba szkoły znajduje się w Chorzowie przy ul. Sportowej 29, w której znajdują się działy administracyjne uczelni (dziekanat, biuro rekrutacji, dział współpracy z zagranicą oraz biuro karier i praktyk) oraz odbywają się zajęcia na studiach I i II stopnia.
2. Drugi budynek, również w Chorzowie przy ul. Armii Krajowej 12 – odbywają się w nim zajęcia na studiach I i II stopnia, podyplomowych, a także MBA. Znajduje się tutaj również Biuro Programu MBA.
3. Zajęcia na studiach podyplomowych odbywają się również w Katowicach w budynku Regionalnego Ośrodka Doskonalenia Nauczycieli WOM, przy ul. ks. kard. Stefana Wyszyńskiego 7. Tutaj działa również drugie Biuro Rekrutacji.

## Historia uczelni
Chorzowski Wydział Zamiejscowy Wyższej Szkoły Bankowej w Poznaniu (obecnie Uniwersytet WSB Merito w Poznaniu Filia w Chorzowie) powstał w 1998 roku z inicjatywy Towarzystwa Edukacji Bankowej. W 1999 roku Wyższa Szkoła Bankowa w Poznaniu, Wydział Zamiejscowy w Chorzowie dołączyła do grona niepublicznych uczelni posiadających uprawnienia do prowadzenia studiów magisterskich na kierunku finanse i bankowość, w 2003 roku otrzymała prawo do prowadzenia studiów licencjackich na kierunku informatyka i ekonometria, w 2004 roku uzyskała uprawnienia do prowadzenia wyższych studiów zawodowych na kierunku politologia, w roku 2006 do prowadzenia studiów pierwszego stopnia na kierunku ekonomia, a w 2007 do prowadzenia studiów inżynierskich na kierunku logistyka. W 2008 roku jako pierwsza niepubliczna uczelnia w województwie śląskim uzyskała uprawnienia do prowadzenia studiów II stopnia na kierunku politologia.
W 2011 roku powstał kierunek turystyka i rekreacja, a w roku 2012 uczelnia otworzyła kierunek bezpieczeństwo narodowe. W roku 2013 uzyskano uprawnienia do prowadzenia studiów pierwszego stopnia na kierunku pedagogika oraz studiów drugiego stopnia na kierunku zarządzanie. W 2014 roku uczelnia otrzymała prawo do prowadzenia studiów inżynierskich na kierunku inżynieria zarządzania i studiów pierwszego stopnia na kierunku prawo w biznesie. Od 2015 r. prowadzone są studia I stopnia na kierunku psychologia w biznesie. Od 2016 r. w ofercie pojawiły się dwa kierunki: język angielski w biznesie i informatyka (studia inżynierskie). W roku 2018 zostały uruchomione studia I stopnia na kierunku marketing i sprzedaż.
Uczelnia zdobyła znak jakości „Wiarygodna Szkoła” przyznawany przez Akademickie Centrum Informacyjne, a także Złoty Laur Umiejętności i Kompetencji, w kategorii „Instytucja i organizacja wspierająca rozwój gospodarki rynkowej lub edukacja na potrzeby firm” przyznawany przez Regionalna Izba Gospodarcza w Katowicach oraz odznakę honorową za Zasługi dla Województwa Śląskiego. W opublikowanym przez Ministerstwo Nauki i Szkolnictwa Wyższego raporcie z 2016 r. Wyższa Szkoła Bankowa w Chorzowie, jako jeden z wydziałów WSB w Poznaniu, zajęła 2. miejsce wśród uczelni niepublicznych najczęściej wybieranych przez kandydatów na studia niestacjonarne I stopnia i jednolite magisterskie. Wyższa Szkoła Bankowa w Chorzowie, jako jeden z wydziałów WSB w Poznaniu, zajęła 15. miejsce w rankingu uczelni niepublicznych „Perspektywy” z 2016 r. Wyższa Szkoła Bankowa w Chorzowie, jako jeden z wydziałów WSB w Poznaniu, w rankingu tygodnika „Wprost” (nr 13/2015) zajęła 3. miejsce wśród niepublicznych szkół wyższych najbardziej cenionych przez pracodawców.
3 kwietnia 2023 r. Wyższa Szkoła Bankowa w Chorzowie przekształciła się w Uniwersytet WSB Merito Chorzów.

## Władze
Opracowano na podstawie materiału źródłowego.
- rektor – dr hab. Ryszard Sowiński, prof. UWSB
- kanclerz – mgr Rafał Kaszta

Władze Wydziału Zamiejscowego w Chorzowie:
- wicekanclerz – mgr Andrzej Janiak
- dziekan – dr Krzysztof Koj
- prodziekan – prof. nadzw. dr hab. Krzysztof Krysieniel
- prodziekan – dr Łukasz Makowski
- prodziekan – dr Beata Gdak-Hanak
- prodziekan – dr Edyta Sadowska

## Katedry
Pracownicy naukowo-dydaktyczni Uniwersytetu WSB Merito tworzą zespoły specjalizujące się w danej dziedzinie. Na Uniwersytecie WSB Merito Chorzów funkcjonuje 11 zakładów oraz Studium Języków Obcych i Studium Wychowania Fizycznego i Sportu
- Zakład Dydaktyczny Bezpieczeństwa Narodowego
- Zakład Dydaktyczny Finansów i Rachunkowości
- Zakład Dydaktyczny Informatyki
- Zakład Dydaktyczny Inżynierii Zarządzania
- Zakład Dydaktyczny Logistyki
- Zakład Dydaktyczny Marketingu i Sprzedaży
- Zakład Dydaktyczny Pedagogiki
- Zakład Dydaktyczny Prawa i Administracji
- Zakład Dydaktyczny Psychologii w Biznesie
- Zakład Dydaktyczny Turystyki i Rekreacji
- Zakład Dydaktyczny Zarządzania
- Studium Języków Obcych
- Studium Wychowania Fizycznego

## Kształcenie
Wydział Zamiejscowy w Chorzowie daje możliwość podjęcia studiów I i II stopnia na trzynastu kierunkach.
- studia I stopnia (licencjackie)[4]:
  - Administracja publiczna
  - Bezpieczeństwo narodowe
  - Finanse i rachunkowość
  - Język angielski w biznesie
  - Marketing i sprzedaż
  - Pedagogika
  - Prawo w biznesie
  - Psychologia w biznesie
  - Turystyka i rekreacja
  - Zarządzanie
- studia I stopnia (inżynierskie)[4]:
  - Informatyka
  - Inżynieria zarządzania (ang. Engineering management)
  - Logistyka
- studia II stopnia (magisterskie uzupełniające)[5]:
  - Bezpieczeństwo narodowe
  - Biznes i administracja
  - Finanse i rachunkowość
  - Informatyka (także w formie 3 semestralnych studiów dla inżynierów)
  - Logistyka (także w formie 3 semestralnych studiów dla inżynierów)
  - Marketing i sprzedaż
  - Pedagogika
  - Zarządzanie (także w formie 3 semestralnych studiów dla inżynierów oraz online)
- studia II stopnia wraz ze studiami podyplomowymi[6]:
  - Bezpieczeństwo narodowe
  - Finanse i rachunkowość
  - Marketing i sprzedaż
  - Zarządzanie

Dodatkowo szkoła prowadzi również studia podyplomowe w takich obszarach:
- administracja i bezpieczeństwo
- finanse i rachunkowość
- HR
- IT
- logistyka
- marketing i sprzedaż
- nieruchomości
- pedagogika
- psychologia
- zarządzanie

oraz studia MBA, kursy i szkolenia specjalistyczne oraz kursy językowe.

## Współpraca z zagranicą
Uniwersytet WSB Merito w Poznaniu (wcześniej Wyższa Szkoła Bankowa w Poznaniu) uczestniczy w europejskim programie Erasmus+. Uczelnia prowadzi wymianę studencką z 52 uczelniami krajów Unii Europejskiej.
Dzięki podpisanej w maju 2003 roku umowie u wymianie studentów pomiędzy Wydziałem Zamiejscowym WSB w Chorzowie (obecnie Uniwersytet WSB Merito Chorzów) a Wydziałem Finansów Uniwersytetu Mateja Bela w Bańskiej Bystrzycy (Słowacja), najlepsi absolwenci studiów licencjackich na chorzowskiej uczelni zyskali możliwość kontynuowania studiów na preferencyjnych warunkach na uczelni słowackiej.
Dział Współpracy z Zagranicą organizuje dla studentów wszystkich kierunków wyjazdy studyjne oraz staże zagraniczne realizowane w ramach projektów finansowanych ze środków unijnych.
Partnerem merytorycznym programu studiów MBA jest Franklin University, amerykańska uczelnia z Columbus w stanie Ohio. Niektóre kierunki studiów podyplomowych kończą się uzyskaniem dodatkowego certyfikatu Franklin University.

## Wydarzenia i imprezy
- Forum Praktyki Gospodarczej: to cykliczne wydarzenie, w trakcie którego odbywają się bezpłatne wykłady i warsztaty z zakresu psychologii, zarządzania czy biznesu.
- Darmowe powtórki przed maturą
- Wykłady otwarte z ciekawymi ludźmi: politykami, dziennikarzami czy mówcami motywacyjnymi.